# 杰里米·内森斯
杰里米·内森斯，美国分子生物学家、遗传学家，美国国家科学院院士。内森斯探索人类视觉的基因基础，研究了视网膜疾病的分子机制，为视觉障碍的基因治疗开辟了道路。

## 生平
杰里米·内森斯生于1958年，其父丹尼尔·内森斯曾因发现限制性内切酶获得1978年诺贝尔生理学或医学奖。父亲远离热门话题、专著于有趣科学问题的理念，对杰里米产生了重大影响。
1983年，他在斯坦福大学医学院攻读研究生期间，便独立克隆了牛和人类的视蛋白基因，这为人类进一步理解颜色视觉的分子机制铺平了道路。后来他加入约翰斯·霍普金斯大学，有了自己的实验室，专攻视觉系统的分子机制，包括发育、功能及疾病等多个方面。他也积极参与学术服务，曾任拉斯克医学奖评委员等职。
2020年，内森斯获得富兰克林奖章。2024年，他获得世界顶尖科学家协会奖。评委会主席兰迪·谢克曼称赞他“拥有广泛的好奇心、在视觉科学领域内博闻广识”，已成为“世界最优秀的神经科学家”之一。内森斯夫妇决定将1000万奖金捐给儿童慈善组织。

## 研究
1980年代，杰里米通过基因克隆技术确定了视蛋白基因序列，揭示了颜色视觉的分子机制。他发现，人类三色视觉是通过三种视锥细胞（分别对应红、绿、蓝光）的组合实现的，而视蛋白基因的异常重组或缺失，会导致色盲。比如，红绿色盲通常由X染色体上红绿视蛋白基因的串联排列导致的错误重组引发。这一发现阐明了色盲的遗传学原理，为后来的基因诊断技术提供了理论基础。
在动物模型中，内森斯团队通过基因工程技术将长波长视蛋白基因导入小鼠视网膜，使本来只具有双色视觉的小鼠获得三色视觉。他的实验证明了视觉系统的神经可塑性，揭示了基因干预在视觉治疗中的威力。接着，杰里米进一步研究了遗传性眼病的致病机制。他与人合作发现了视紫红质基因突变与视网膜色素变性的相关性，这是首个查明分子机制的视网膜退行疾病。此外，他还发现了斯塔加特病的致病基因，阐明了脂质代谢异常对视网膜病变的影响。
由于这些成果，人们就可以通过基因疗法治疗视觉疾病，比如用基因编辑来改变突变，用病毒载体递送正常基因等等。